# Kendall Marshall
Pour les articles homonymes, voir Marshall.
Kendall Dewan Marshall né le 19 août 1991 à Dumfries aux États-Unis, est un joueur américain de basket-ball, évoluant au poste de meneur. Il mesure 1,93 m.

## Biographie

### Carrière universitaire
Le 29 mars 2012, Marshall annonce sa candidature pour la draft 2012 de la NBA tout comme ses trois coéquipiers en Caroline du Nord, le sophomore Harrison Barnes, le junior John Henson et le sénior Tyler Zeller.

### Carrière professionnelle

#### Suns de Phoenix (2012-2013)
Après deux belles saisons universitaires avec les Tar Heels de la Caroline du Nord, il est choisi le 28 juin 2012 en 13e position de la Draft 2012 de la NBA par les Suns de Phoenix, club avec lequel il signe son premier contrat professionnel le 16 juillet. Il participe à la NBA Summer League 2012 avec les Suns et lors de son premier match, il distribue cinq passes décisives et intercepte trois ballons. Lors de la finale de la Summer League, Marshall termine avec un double-double avec 15 points et 10 passes décisives lors de la victoire 96 à 87 contre les Grizzlies de Memphis.
Le 4 novembre 2012, Marshall fait ses débuts en NBA contre le Magic d'Orlando. Il ne réalise aucune statistique dans ce match. Le lendemain, il fait deux passes décisives et une interception lors de la large défaite des Suns contre le champion en titre, le Heat de Miami. Le 29 novembre 2012, les Suns envoient Marshall chez le Jam de Bakersfield en D-League. Pour son premier match en D-League, Marshall termine la rencontre avec 21 points, 8 passes décisives et 2 rebonds lors de la victoire 102 à 95 contre les Warriors de Santa Cruz. Le 21 décembre 2012, Marshall est rappelé par les Suns.
Le 5 février 2013, Marshall marque 11 points et distribue 4 passes décisives dans la victoire 96 à 90 contre les Grizzlies de Memphis. Le 9 mars 2013, il termine avec 9 points, 2 rebonds et 4 passes décisives lors de la victoire 107 à 105 contre les Rockets de Houston. Le 27 mars 2013, Marshall est titularisé pour la première fois de sa carrière contre le Jazz de l'Utah ; dans ce match, il distribue 13 passes décisives, son premier match avec au moins 10 passes décisives. Sur ses trois titularisations, il distribue un total de 37 passes décisives.
Le 25 octobre 2013, Marshall est transféré avec Marcin Gortat, Shannon Brown et Malcolm Lee aux Wizards de Washington en échange d'Emeka Okafor et un premier tour de draft 2014. Trois jours plus tard, Marshall, Brown et Lee sont coupés par les Wizards.

#### 87ers du Delaware (2013)
Le 3 décembre 2013, il rejoint les 87ers du Delaware en D-League. Pour son début avec Delaware, Marshall termine avec 31 points, 10 passes décisives, 9 rebonds et 2 interceptions dans la défaite 126 à 139 chez les Vipers de Rio Grande Valley.

#### Lakers de Los Angeles (2013-2014)
Le 20 décembre 2013, les Lakers de Los Angeles signent Marshall. Marshall vient pour pallier les absences des meneurs des Lakers. Le 3 janvier 2014, Marshall est le sixième joueur différent à être titulaire au poste de meneur en 2013-2014, quand il établit ses records en carrière de points avec 20 unités et de passes décisives avec 15 unités lors de la victoire 110 à 99 contre le Jazz de l'Utah, mettant un terme à une série de six défaites consécutives, il s'agissait de la quatrième titularisation en carrière de Marshall. Lors du match suivant, il bat son record de passes décisives en distribuant 17 passes lors de la défaite chez les Nuggets de Denver.
Le 18 juillet 2014, il est coupé par les Lakers.

#### Bucks de Milwaukee (2014-2015)
Le 20 juillet 2014, il signe chez les Bucks de Milwaukee. Le 17 janvier 2015, il met un terme à sa saison en raison d'une rupture antérieure du ligament de son genou droit le 15 janvier.
Le 19 février 2015, il est renvoyé aux Suns de Phoenix dans un échange à trois équipes avec les 76ers de Philadelphie mais blessé depuis mi-janvier il est licencié deux jours plus tard par les Suns.

#### 76ers de Philadelphie (2015-2016)
Le 9 septembre 2015, il signe un contrat de quatre ans chez les 76ers de Philadelphie. Le 11 novembre, il est envoyé chez les 87ers du Delaware pour reprendre la compétition doucement à la suite de la rupture du ligament de son genou droit. Le 4 décembre, il est rappelé par les 76ers. Il fait ses débuts avec les 76ers le 11 décembre où il marque cinq points et distribue six passes décisives lors de la défaite chez les Pistons de Détroit.
Le 26 août 2016, il est échangé au Jazz de l'Utah contre Tibor Pleiss et deux futurs seconds tours de draft 2017 mais il est immédiatement coupé.

#### Bighorns de Reno (2016-2017)
Le 29 novembre 2016, il s'engage avec les Bighorns de Reno et D-League.

#### Clippers d'Agua Caliente (2017)
Le 21 septembre 2017, il rejoint le camp d'entrainement des Bucks de Milwaukee mais il est coupé le 8 octobre. Plus tard, il s'engage avec les Clippers d'Agua Caliente avec qui il joue trois matchs avant d'annoncer sa retraite de joueur.

### En équipe nationale
En août 2017, il rejoint l'équipe des États-Unis pour la FIBA Americup 2017 avec qui il remporte la médaille d'or.

### Carrière d’entraîneur
Kendall Marshall a repris ses études à l’UNC en 2017-2018 et a obtenu son diplôme après le semestre d’automne en décembre 2018. Il a également travaillé en étroite collaboration avec l’équipe de basketball, qui l’a désigné comme un élève entraîneur adjoint d’ici 2018-2019. Le 2 octobre 2019, il est nommé directeur du recrutement des Tar Heels.

## Palmarès
- Bob Cousy Award (2012)
- Third-team All-American – AP (2012)
- Second-team All-ACC (2012)
- Third-team All-ACC (2011)
- All-ACC Freshman team (2011)
- McDonald's All-American (2010)

## Statistiques

### Universitaires
Statistiques en matchs universitaires de Kendall Marshall
| Saison    | Équipe           | Matchs | Titul. | Min./m | % Tir | % 3pts | % LF | Rbds/m. | Pass/m. | Int/m. | Ctr/m. | Pts/m. |
| --------- | ---------------- | ------ | ------ | ------ | ----- | ------ | ---- | ------- | ------- | ------ | ------ | ------ |
| 2010-2011 | Caroline du Nord | 37     | 20     | 24,6   | 41,8  | 37,7   | 69,0 | 2,08    | 6,22    | 1,08   | 0,08   | 6,22   |
| 2011-2012 | Caroline du Nord | 36     | 35     | 33,0   | 46,7  | 35,4   | 69,6 | 2,61    | 9,75    | 1,19   | 0,17   | 8,14   |
| Carrière  | Carrière         | 73     | 55     | 28,8   | 44,5  | 36,4   | 69,3 | 2,34    | 7,96    | 1,14   | 0,12   | 7,16   |

### Professionnelles

#### Saison régulière NBA
Statistiques en match en saison régulière de Kendall Marshall
| Saison    | Équipe       | Matchs | Titul. | Min./m | % Tir | % 3pts | % LF | Rbds/m. | Pass/m. | Int/m. | Ctr/m. | Pts/m. |
| --------- | ------------ | ------ | ------ | ------ | ----- | ------ | ---- | ------- | ------- | ------ | ------ | ------ |
| 2012-2013 | Phoenix      | 48     | 3      | 14,6   | 37,1  | 31,5   | 57,1 | 0,88    | 2,98    | 0,46   | 0,08   | 2,98   |
| 2013-2014 | L. A. Lakers | 54     | 45     | 29,0   | 40,6  | 39,9   | 52,8 | 2,87    | 8,83    | 0,89   | 0,07   | 7,96   |
| 2014-2015 | Milwaukee    | 28     | 3      | 14,9   | 45,5  | 39,1   | 88,9 | 1,00    | 3,07    | 0,75   | 0,00   | 4,21   |
| 2015-2016 | Philadelphie | 30     | 6      | 13,3   | 36,4  | 32,7   | 69,2 | 0,93    | 2,43    | 0,53   | 0,07   | 3,70   |
| Carrière  | Carrière     | 160    | 57     | 19,3   | 39,9  | 37,0   | 61,1 | 1,58    | 4,87    | 0,67   | 0,06   | 5,01   |

#### D-League
| Saison    | Équipe      | Matchs | Titul. | Min./m | % Tir | % 3pts | % LF | Rbds/m. | Pass/m. | Int/m. | Ctr/m. | Pts/m. |
| --------- | ----------- | ------ | ------ | ------ | ----- | ------ | ---- | ------- | ------- | ------ | ------ | ------ |
| 2012-2013 | Bakersfield | 9      | 9      | 30,9   | 31,3  | 22,2   | 69,2 | 3,00    | 7,56    | 1,22   | 0,00   | 9,56   |
| 2013-2014 | Delaware    | 7      | 7      | 37,6   | 41,9  | 46,3   | 79,2 | 4,71    | 9,57    | 1,86   | 0,14   | 19,43  |
| Carrière  | Carrière    | 16     | 16     | 33,8   | 37,0  | 36,8   | 74,0 | 3,75    | 8,44    | 1,50   | 0,06   | 13,88  |

## Records sur une rencontre en NBA
Les records personnels de Kendall Marshall en NBA sont les suivants, :
| Type de statistique        | Saison régulière | Saison régulière          | Saison régulière |
| Type de statistique        | Record           | Adversaire                | Date             |
| -------------------------- | ---------------- | ------------------------- | ---------------- |
| Points                     | 20               | 3 fois                    | 3 fois           |
| Paniers marqués            | 8                | Jazz de l'Utah            | 3 janvier 2014   |
| Paniers tentés             | 16               | @ Suns de Phoenix         | 15 janvier 2014  |
| Paniers à 3 points réussis | 5                | @ Magic d'Orlando         | 24 janvier 2014  |
| Paniers à 3 points tentés  | 7                | 2 fois                    | 2 fois           |
| Lancers francs réussis     | 3                | 3 fois                    | 3 fois           |
| Lancers francs tentés      | 5                | 2 fois                    | 2 fois           |
| Rebonds offensifs          | 2                | @ Clippers de Los Angeles | 10 janvier 2014  |
| Rebonds défensifs          | 7                | 2 fois                    | 2 fois           |
| Rebonds totaux             | 7                | 2 fois                    | 2 fois           |
| Passes décisives           | 17               | 2 fois                    | 2 fois           |
| Interceptions              | 4                | Wizards de Washington     | 17 mars 2016     |
| Contres                    | 1                | 10 fois                   | 10 fois          |
| Balles perdues             | 7                | @ Celtics de Boston       | 17 janvier 2014  |
| Minutes jouées             | 44               | @ Celtics de Boston       | 17 janvier 2014  |

- Double-double : 15
- Triple-double : 0

## Divers
En septembre 2012, il s'engage avec l'équipementier Jordan Brand.

## Liens annexes
- Ressources relatives au sport :   - Basketball Reference (joueurs de la NBA)
  - Basketball Reference (joueurs de la NBA G League)
  - The Draft Review
  - ESPN (National Basketball Association)
  - Eurobasket (joueurs)
  - FIBA
  - FIBA Archive
  - National Basketball Association
  - Proballers
  - RealGM
  - SRCBB (joueurs)